# Сиди Яхья (мечеть)
Мечеть Сиди Яхья — мечеть и медресе, одна из трёх исторических мечетей Томбукту (наряду с Джингеребер и медресе Санкоре), одна из древнейших мечетей Западной Африки. Строительство было завершено около 1440 года.
Мечеть строилась около 40 лет. В 1441 году губернатор Тимбукту, входившего тогда в империю Сонгай, Мухаммад-Налла, назначил своего друга, исламского богослова Сиди Яхья аль-Тадаллиси, имамом мечети и назвал мечеть его именем. Оба умерли примерно в одно и то же время вскоре после этого и были похоронены в мечети.
Назначение Сиди Яхья привело к тому, что мечеть стала центром исламского образования. Хотя медресе, находившееся при ней, часто называют университетом, в Средние Века здесь не было никакой университетской структуры, в которой студенты обучались бы у разных преподавателей. Каждый студент занимался лишь с одним учителем. Занятия проводились как в самой мечети, так и в домах преподавателей. В XVI веке медресе было одним из крупнейших образовательных учреждений в исламском мире, тут обучалось около 25 тысяч студентов.
Имам мечети Сиди-Яхья, благодаря расположению последней, играл как минимум до XIX века роль духовного лидера всех мусульман центра Тимбукту. Он также, наряду с имамами других важнейших мечетей Тимбукту, в случае, когда судья Верховного Суда рассматривал особенно сложное дело, присоединялся к судье для рассмотрения дела и вынесения приговора.
Мечеть была существенно перестроена в 1577 или 1578 году, а затем ещё раз в 1939 году. Минарет сохранился с XVI века без изменений. Здание мечети выстроено из глины и похоже по архитектуре на две другие исторические мечети Тимбукту, но имеет меньшую высоту. В мечети расположены три ряда колонн в направлении север-юг. Внутренний двор превращён в кладбище. Имамы мечети похоронены в северной части мечети. Вход немусульманам воспрещён.
Мечеть Сиди Яхья в 1988 году была включена в список Всемирного наследия ЮНЕСКО в составе объекта 119 «Исторический город Томбукту».
В 2012 году, в ходе вооружённого противостояния между правительством Мали и боевиками-исламистами, мечети Тимбукту подверглись разрушению захватившими город исламистами. Были разрушены могилы мусульманских святых, находившихся при мечетях.
23 июня 2012 года члены малийской группировки «Ансар ад-Дин», что в переводе с арабского означает «Защитники веры», сорвали с петель ворота мечети Сиди Яхья. Согласно легендам, ворота мечети никогда нельзя открывать — иначе наступит конец света.